# مسرشمیت ام‌ئی ۲۰۹ (۱۹۴۳)
مسرشمیت ام‌ئی ۲۰۹ (۱۹۴۳) (به انگلیسی: Messerschmitt Me 209 (1943)) یک هواگرد ساختِ کارخانهٔ مسرشمیت در کشور آلمان است. نخستین استفاده‌کنندهٔ این هواپیما نیروی هوایی آلمان نازی بوده‌است. این هواگرد برای نخستین بار در ۱۳ نوامبر ۱۹۴۳ میلادی مورد استفاده قرار گرفت.